# Georgios Botzaris
Georgios Botzaris, född 1719, död 1799, var en grekisk krigare.
Georgios Botzaris var medlem av släkten Botzaris och tog först del i sulioternas kamp mot Ali Pascha under 1790-talet, för att sedan övergå på hans sida. Av hans söner deltog Kitsos Botzaris i kriget mot Ali Pascha ända till dess slut 1804 och blev 1813 dödad på dennes befallning. Dennes bror Nothi Botzaris (död 1831) var med både i nämnda fejd och i frihetskriget på 1820-talet, deltog i Missolonghis försvar och var en av anförarna för det slutliga utbrytningsförsöket därifrån (natten till 23 april 1826).